# Hector Guimard

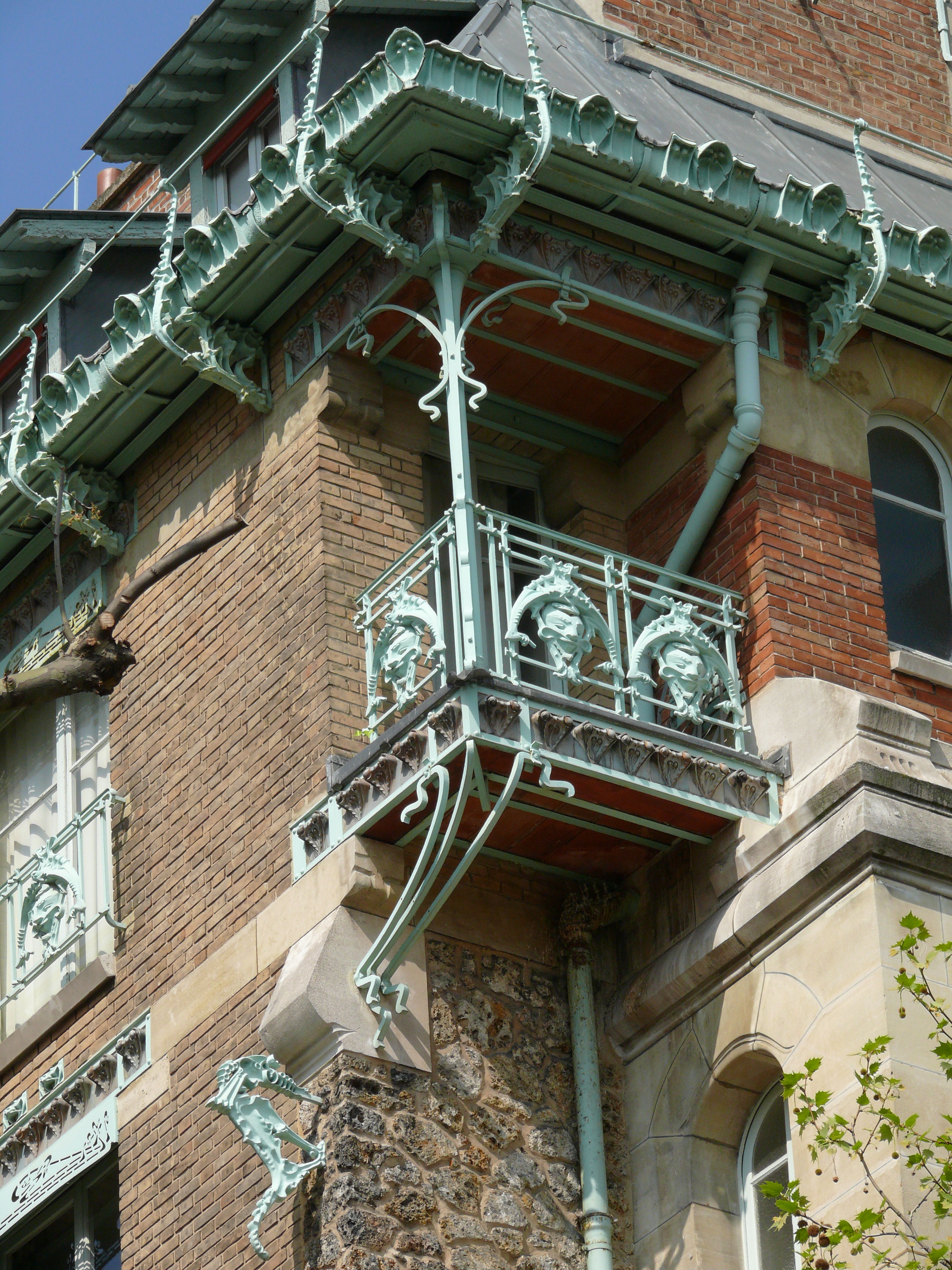
Castelul Béranger

Hector Guimard (n. 10 martie 1867, Lyon - d. 20 mai 1942, New York City) a fost un arhitect, designer și decorator de interioare francez.
Astăzi este considerat cel mai reprezentativ exponent al mișcării artistice Art Nouveau franceze de la sfârșitul secolului al 19-lea și începutul secolului al 20-lea.
Este interesat de remarcat că Guimard nu a avut parte de o asemenea statură în timpul vieții, întrucât, aidoma tuturor artiștilor cu adevărat remarcabili, nu a avut epigoni.  Doar în ultimele trei decenii ale secolului 20, opera sa arhitecturală și decorativă, a cărei vârf valoric s-a întins pe o perioadă de maximum 15 - 20 de ani, a ajuns să fie apreciată la valoarea, onestitatea și intensitatea cuvenită.

## Anii de studiu și ucenicie
Aidoma multor arhitecți francezi ai secolului al 19-lea, Guimard a urmat între 1882 și 1885 École des Arts Décoratifs din Paris, unde l-a avut ca profesor pe Charles Genuys.  Ulterior, studiază la École des Beaux Arts, perioadă în care a devenit familiar cu ideile de teorie a artei ale lui Eugène Emmanuel Viollet-le-Duc.  Aceste idei raționaliste urmau să furnizeze fundația structurală și principiile viitorul curent artistic Art Nouveau.  Guimard a devenit total devotal acestui stil după ce a vizitat Hôtel Tassel din Bruxelles, realizare rotundă și detailată a arhitectului belgian Victor Horta.

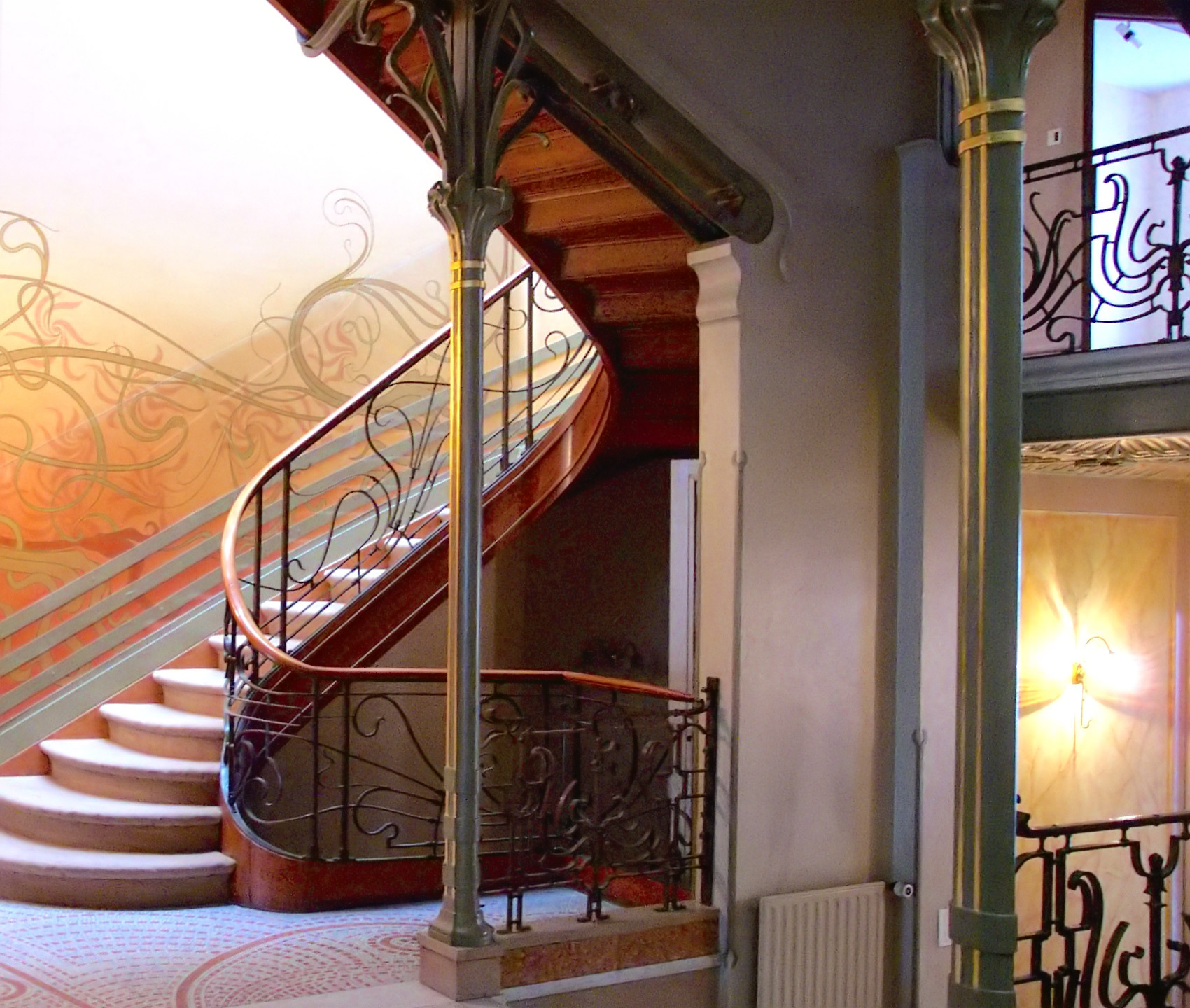
Hôtel Tassel